# 我们的时代

《我们的时代》标志

《我们的时代》（缩写为UZ），全称《我们的时代：社会主义周报》（Unsere Zeit: Sozialistische Wochenzeitung），是德国的共产党出版的一份周报。该报创刊于1969年。现任总编辑是韦拉·里希特.。

## 报节

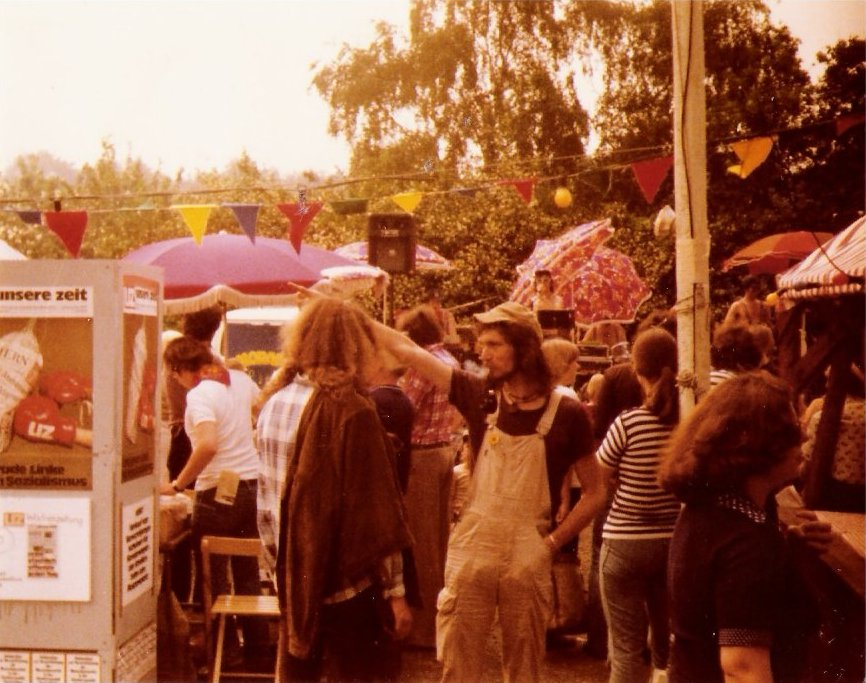
1978年的“UZ-报节”

每两年举办一次的“UZ-报节”是德国左翼政治势力最大的节庆活动。自1973年以来，该活动吸引了数十万游客和德国著名音乐家，如康斯坦丁·韦克和汉尼斯·瓦德。